# Ортонвілл (Мічиган)
Ортонвілл (англ. Ortonville) — селище (англ. village) в США, в окрузі Окленд штату Мічиган. Населення — 1376 осіб (2020).

## Географія
Ортонвілл розташований за координатами 42°50′53″ пн. ш. 83°26′17″ зх. д. / 42.84806° пн. ш. 83.43806° зх. д. (42.848149, -83.438010).  За даними Бюро перепису населення США в 2010 році селище мало площу 2,55 км², з яких 2,54 км² — суходіл та 0,01 км² — водойми.

## Демографія
Згідно з переписом 2010 року, у селищі мешкали 1442 особи в 511 домогосподарстві у складі 376 родин. Густота населення становила 566 осіб/км².  Було 574 помешкання (225/км²).
Расовий склад населення:
| - 95,5 % — білих - 1,2 % — азіатів - 0,6 % — чорних або афроамериканців - 0,5 % — корінних американців |

До двох чи більше рас належало 1,8 %. Частка іспаномовних становила 2,6 % від усіх жителів.
За віковим діапазоном населення розподілялося таким чином: 27,5 % — особи молодші 18 років, 65,4 % — особи у віці 18—64 років, 7,1 % — особи у віці 65 років та старші. Медіана віку мешканця становила 37,5 року. На 100 осіб жіночої статі у селищі припадало 94,9 чоловіків;  на 100 жінок у віці від 18 років та старших — 90,9 чоловіків також старших 18 років.
Середній дохід на одне домашнє господарство  становив 64 282 долари США (медіана — 54 100), а середній дохід на одну сім'ю — 73 411 долар (медіана — 67 841). Медіана доходів становила 53 750 доларів для чоловіків та 30 737 доларів для жінок. За межею бідності перебувало 12,3 % осіб, у тому числі 17,1 % дітей у віці до 18 років та 6,3 % осіб у віці 65 років та старших.
Цивільне працевлаштоване населення становило 733 особи. Основні галузі зайнятості: виробництво — 20,7 %, освіта, охорона здоров'я та соціальна допомога — 16,4 %, науковці, спеціалісти, менеджери — 12,7 %, роздрібна торгівля — 12,3 %.